# Wild card della Federazione Internazionale Pallacanestro
La wild card è un invito che la Federazione Internazionale Pallacanestro offre alle nazionali maschili che non abbiano conseguito la qualificazione al campionato del mondo o al torneo olimpico.

## Criteri di decisione
Prioritariamente alla presa in esame per la concessione della wild card, la Nazionale deve avere preso parte al torneo di qualificazione organizzato dalla propria zona FIBA continentale.
Possono essere invitate un massimo di tre squadre nazionali da ognuna delle cinque zone continentali FIBA.
- Aspetti sportivi:
popolarità della pallacanestro nel paese;
qualità e risultati sportivi della squadra nazionale del paese;
qualità del lavoro della federazione nazionale.
- Aspetti economici:
coinvolgimento della televisione locale e/o delle competizioni nazionali e internazionali;
importanza del paese per il marketing FIBA e per i partner televisivi;
importanza del paese per gli organizzatori del campionato del mondo.

## Elenco dellewild cardconcesse

### 2006
- Italia
- Porto Rico
- Serbia e Montenegro
- Turchia

### 2010
- Germania
- Lituania
- Russia
- Libano

### 2014
- Brasile
- Finlandia
- Grecia
- Turchia